# Meziparlamentní aliance k Číně
Meziparlamentní aliance k Číně (Inter-Parliamentary Alliance on China, IPAC) je mezinárodní mezistranická aliance poslanců z demokratických zemí, která se zaměřuje na vztahy s Čínskou lidovou republikou (ČLR) a konkrétně s Komunistickou stranou Číny (KS Číny). Byla založena 4. června 2020, v den výročí masakru na náměstí Nebeského klidu v roce 1989. Alianci tvoří více než 100 poslanců z demokratických zákonodárných sborů světa, přičemž dvacátou zemí, která se k alianci připojila, bylo roku 2021 Irsko. Jednotlivé zastoupené zákonodárné sbory se v předsednictví aliance střídají na principu rotace. Jejím cílem je vytvořit koordinovanou reakci na Čínu v oblasti globálního obchodu, bezpečnosti a lidských práv.

## Historie
Ke vzniku aliance IPAC přispěl odpor proti rostoucí asertivitě Číny. Vzhledem k porušování lidských práv a zastrašování demokratických zemí měli demokratičtí zákonodárci, jako například Reinhard Bütikofer, pocit, že "návrat k normálnímu chodu věcí už není možný." Pro mnohé bylo toto rozhodnutí spojeno s pocitem hanby, že svobodný svět byl ve svém přístupu k Číně "naivní", že, jak se vyjádřil Duncan Smith, existovala "neopodstatněná" naděje, že volný trh dovede Peking k demokratickým reformám. Posledním impulsem pro vznik nové aliance poslanců se staly plány Pekingu na kriminalizaci disentu v Hongkongu. IPAC považuje vztah Číny ke světu, přinejmenším pod vedením generálního tajemníka komunistické strany Si Ťin-pchinga, za hrozbu pro demokratické hodnoty.
Ve svém zakládajícím prohlášení aliance uvedla, že "země, které se pokusily postavit Pekingu, tak většinou učinily samy - a často za cenu velkých ztrát." Mnozí z těch, kteří zakládající listinu IPAC podepsali jako první, byli v posledních letech postiženi Čínskou zahraniční cenzurou citlivých témat. Spolupředsedové IPAC Andrew Hastie a James Paterson dostali zákaz navštívit Čínu poté, co se setkali s ujgurskými disidenty a psali o hrozbě, kterou Čína představuje pro australskou demokracii. Německý spolupředseda IPAC a předseda Komise pro lidská práva v Bundestagu Michael Brand zažil masivní nátlak, aby vymazal komentáře o Tibetu, a později mu byl uložen zákaz cestování do Číny. Kanadští poslanci se k alianci připojili poté, co Čína omezila dovoz vybraného kanadského zboží a zadržela kanadské občany Michaela Spavora a Michaela Kovriga jako odvetu za kanadské zatčení finanční ředitelky Huawei Meng Wan-čou, obviněné v USA z podvodu. Švédský spolupředseda IPAC Fredrik Malm vystoupil na shromáždění solidarity pro Hongkong v září 2019. O několik týdnů později čínský velvyslanec ve Švédsku Gui Congyou oslovil švédské posluchače a řekl: "Své přátele léčíme dobrým vínem, ale pro své nepřátele máme brokovnice." Tento typ zastrašujícího jazyka je jedním z rysů nové generace čínských diplomatů - "vlčích bojovníků." Navzdory tomuto zastrašování mnozí představitelé světových demokracií své "dlouhodobé obavy ohledně lidských práv a obchodních praktik" v Číně i nadále nijak netají.
Vznik aliance podnítil souběžně pokus Číny potlačit zprávy o původu celosvětové pandemie covidu-19 a snaha Pekingu kriminalizovat politické protesty na poloautonomním území Hongkongu. Čínská netransparentnost ohledně pandemie covidu-19 přiměla Austrálii k výzvě, aby se Čína zodpovídala za své kroky, respektive nečinnost, v souvislosti s nákazou, která byla poprvé zjištěna ve Wu-chanu. Čína v odvetě zavedla nová cla na australské zemědělské produkty a poté začala varovat čínské občany před cestami do země. Konzervativní kanadský poslanec a spolupředseda IPAC Garnett Genuis řekl: "Nechceme být v situaci, kdy jsou jednotlivé země postupně terčem útoků a izolovány."
Silnou kritičkou čínských zásahů proti hongkongskému demokratickému hnutí byla baronka Kennedy of Shaws, jedna ze zakládajících spolupředsedkyň aliance IPAC a členka Sněmovny lordů za Labouristickou stranu. Později se k ní připojili konzervativní poslanec sir Iain Duncan Smith, americký republikánský senátor Marco Rubio a demokratický senátor Bob Menendez, oba dlouhodobí kritici Čínské komunistické strany a hlavní zastánci americké legislativy namířené proti Číně kvůli jejím krokům proti autonomii Hongkongu. "To, jak zareagujeme na snahu Čínské lidové republiky a komunistické strany přetvořit svět, je určující zahraničněpolitickou otázkou naší doby," řekl Marco Rubio.

#### Summit 2023
V září 2023 se konal Summit Meziparlamentní aliance pro Čínu (IPAC) v Poslanecké sněmovně. Dvoudenní konferenci zaštítila předsedkyně Poslanecké sněmovny, akci pořádal v Senátu senátor Pavel Fischer jako předseda senátního výboru pro bezpečnost a zahraničí a ve Sněmovně poslankyně Eva Decroix jako předsedkyně Podvýboru pro podporu demokracia lidských práv v zahraničí. Oba jsou oficiálními členy IPACu.
Pražského summitu se zúčastnilo šedesát zákonodárců z více než 20 zemí a předmětem byla bezpečnost Tchaj-wanu, Hongkong, lidská práva a čínská hospodářská iniciativa Hedvábná stezka.
Mediální pozornost si vysloužilo pozvání jedné z pozvaných účastnic, Lucy Akello. Politička z Ugandy byla pozvána, aby zde přednášela o rostoucím vlivu Číny v Africe, nicméně sama stála ve své rodné zemi za schválením legislativy potlačující základní lidská práva, tzv. antihomosexuálního zákona.

## Cíle Aliance
Cílem aliance je "podporovat koordinovanou reakci demokratických států na výzvy, které představuje současné chování a budoucí ambice Čínské lidové republiky. "Čína pod vládou Komunistické strany Číny představuje globální výzvu," uvedli spolupředsedové v prohlášení. "Když se země postavily na obranu hodnot a lidských práv, učinily tak samy, někdy i za cenu velkých ztrát. Žádná země by neměla nést toto břemeno osamocena."
Věří, že "vytvořením společného souboru zásad a rámců, které překračují domácí stranické rozpory a mezinárodní hranice, budou naše demokracie schopny udržet systémy založené na pravidlech a lidských právech věrné jejich základním účelům." Britský poslanec a někdejší předseda Konzervativní strany Iain Duncan Smith ve zprávě o založení aliance uvedl: "Tato výzva překoná vlády a administrativy a přesahuje stranickou politiku."
Obecným cílem Meziparlamentní aliance k Číně je "pomoci čelit tomu, co podle nich představuje rostoucí vliv Číny pro globální obchod, bezpečnost a lidská práva." IPAC nepostrádá ambice a zaměří se na pět klíčových oblastí politiky: ochranu mezinárodního práva a zajištění toho, aby Čína dodržovala normy mezinárodního právního řádu; dodržování lidských práv a zajištění toho, aby těmto otázkám byla věnována náležitá pozornost ve všech vztazích s Čínou; podporu spravedlivého obchodu; posílení bezpečnosti; a podporu odpovědného rozvoje prostřednictvím ochrany rozvíjejících se ekonomik před investicemi nebo půjčkami z Číny, které ohrožují jejich národní zájmy nebo instituce.
Meziparlamentní aliance k Číně má pět hlavních úkolů:

### 1. Ochrana mezinárodního řádu založeného na pravidlech
Po druhé světové válce vznikly globální instituce, především Organizace spojených národů, Světová banka a Mezinárodní měnový fond, aby se mezinárodní otázky, od obchodních dohod až po uznávání územních hranic, řešily podle dohodnutých pravidel, a nikoli pouze silou. Členové aliance, jako například Mike Gallagher ze Spojených států, se obávají, že Čína podkopává řád založený na pravidlech, například "nelegitimními snahami o výstavbu a militarizaci ostrovů v regionu".

### 2. Dodržování lidských práv
Členové IPAC jsou vedeni obavami z toho, co považují za "hrubé porušování lidských práv" ze strany Číny, zejména vůči vlastním menšinám - Ujgurům a Tibeťanům. Kanadský člen Dan Albas vyjádřil znepokojení nad "potlačováním legitimních protestů a zřizováním  koncentračních táborů pro ujgurské muslimy" ze strany čínské vlády. Fabian Molina navrhl ve švýcarském zákonodárném sboru, aby "zastavil zločiny proti lidskosti v Sin-ťiangu nebo pozastavil volný obchod s Čínou". Spoluzakladatelka baronka Kennedyová má zvláštní obavy ze špatného zacházení s právníky a obránci lidských práv v Číně.  Někteří členové doufají, že se objeví nové nástroje, jak pohnat Čínu k odpovědnosti za porušování lidských práv. Švédská členka Ann-Sofie Alm vyjádřila naději na sankce podle Magnitského zákona, protože "zločin proti lidským právům, bez ohledu na to, kde byl spáchán, musí být trestný." Lianchao Han (člen Hudsonova institutu) a Jianli Yang (přeživší z náměstí Nebeského klidu) označili vznik aliance za "významný krok ke kolektivní konfrontaci Číny v oblasti porušování lidských práv".

### 3. Podpora spravedlivého obchodu
"Dumping" neboli umělé snižování cen, státem podporovaný ztrátový obchod, je nekalá činnost s cílem odstranit nebo poškodit konkurenta. Mnozí členové IPAC považují Čínu za subjekt, který se dopouští dumpingu na svých domácích trzích.

### 4. Posílení bezpečnosti
Pro několik zakládajících spolupředsedů, jako je australský Andrew Hastie, je působení Číny na světové scéně, zejména v Jihočínském moři, odhalením "revizionistického a expanzionistického" režimu. Podle něj je Čína zkouškou "našich spojenectví a naší bezpečnosti jako nikdy předtím". Pro spolupředsedu generála Nakataniho (bývalého ministra obrany Japonska) je působení Lidové osvobozenecké armády v regionu "nebezpečnou akcí", která má přímý "dopad na národní bezpečnost Japonska".

### 5. Ochrana národní integrity
Zachování národní integrity znamená zabránit pokusům Čínské komunistické strany o zasahování do chodu národních institucí, jako jsou parlamenty a média. Z toho vyplývá jejich deklarovaná zásada, že "demokratické státy musí zachovat integritu svých politických systémů a aktivně usilovat o zachování volné výměny idejí bez nebezpečí deformací". Členové aliance, včetně německé ministryně Margarete Bauseové, vidí Čínskou snahu zasahovat do jejich demokratických systémů. Několik členských zemí, například Austrálie, Norsko a Švédsko, zažilo, že se Čína aktivně snaží ovlivňovat jejich instituce. Když například Norsko udělilo svou Nobelovu cenu Liou Siao-poovi, vyhrožovala Čína zhoršením diplomatických vztahů. Když Švédsko ocenilo Tucholského cenou hogkongského vydavatele Gui Minhaie, který byl známý vydáváním skandálních knih o čínských politických vůdcích a roku 2015 byl unesen z Thajska zmizel v Číně, stala se švédská ministryně kultury Amanda Lind v Číně personou non grata a obchodní vztahy mezi Švédskem a Čínou byly Čínou zmrazeny.
Naopak v Austrálii se operativci tajné složky Komunistické strany Číny snaží infiltrovat a ovlivnit téměř všechny aspekty tamního vnitropolitického života, od politiky a obchodu až po média i prostřednictvím korupce. Ve snaze změnit vnitřní politickou scénu v Austrálii dostala Australská strana práce peněžní dar 100 000 dolarů, předaný v hotovosti od mecenáše napojeného na pracovní oddělení Jednotné fronty Čínské komunistické strany.

## Kampaně

### Situace Ujgurů v Sin-ťiangu
Členové Aliance vydali výzvy k politickým akcím v reakci na pokračující porušování lidských práv v Ujgurské autonomní oblasti Sin-ťiang, které zahrnuje nucenou internaci více než milionu Ujgurů a dalších turkických muslimů v "převýchovných táborech" a pokračující genocidu Ujgurů. Kampaň byla zahájena poté, co agentura Associated Press zdokumentovala zprávu profesora Adriana Zenze, která se zaměřila na čínský vládní program prevence porodnosti v Sin-ťiangu. Spolupředsedové IPAC v reakci na tato odhalení podepsali společné prohlášení, v němž vyzvali OSN aby tato zvěrstva vyšetřila. Na toto prohlášení navázaly intervence členů Aliance v Evropském parlamentu, italském Senátu, britské Dolní sněmovně a Kongresu Spojených států.

### Hongkongský zákon o národní bezpečnosti
Přijetí zákona o národní bezpečnosti v Hongkongu se setkalo s ostrým odsouzením a výzvami k akci ze strany členů IPAC. Ve společném prohlášení spolupředsedové Aliance vyzvali k vytvoření mezinárodního systému "záchrany v nouzi" pro občany Hongkongu ohrožené politickým pronásledováním a k tomu, aby země "přezkoumaly a přehodnotily" vztahy s Čínou s cílem snížit "svou strategickou závislost". Velká Británie oficiálně protestovala proti zadržení a mučení pracovníka jejího konzulátu Simona Chenga, kterého čínská tajná policie zatkla pro účast na Hongkongských protestech.
V koordinované reakci obou stran členové IPAC ve Spojených státech senátor Marco Rubio, senátor Bob Menendez, zástupce Mike Gallagher a zástupce Joaquin Castro předložili v obou komorách Kongresu USA tzv. "Hong Kong Safe Harbor Act", který označuje jako uprchlíky s předností při udělení azylu osoby s trvalým pobytem ve zvláštní administrativní oblasti Hongkong, které byly z důvodu pokojného vyjadřování politických názorů nebo pokojné účasti na politických aktivitách nebo sdruženích pronásledovány nebo mají odůvodněný strach z pronásledování, byli formálně obviněni, zadrženi nebo odsouzeni a také jejich rodinné příslušníky.
Členové IPAC rovněž učinili veřejná prohlášení k této otázce v Austrálii, Evropské unii, Itálii, Japonsku, Litvě a Spojeném království.

### Žádné vydávání osob do Hongkongu
Aliance koordinuje úsilí o nevydávání do Hongkongu, kde je podle ní po přijetí zákona o národní bezpečnosti vážně ohrožen právní stát. Kampaň zaznamenala rychlý úspěch, neboť Austrálie a Kanada pozastavily své smlouvy o vydávání osob do Hongkongu a Nový Zéland, Spojené království a Spojené státy v reakci na kampaň oznámily revizi extradičních dohod.

### Odhalení nucené práce v Tibetu
Aliance 22. září 2020 zveřejnila zprávu profesora Adriana Zenze, která popisuje zjevně rozšířený systém nucených prací v Tibetské autonomní oblasti, jichž se dopouští čínská vláda. Spolupředsedové vydali společné prohlášení, v němž vyzývají své vlády, aby okamžitě přijaly opatření k odsouzení těchto zvěrstev a zabránily dalšímu porušování lidských práv.

### Zavedení Magnitského zákona proti úředníkům ČKS
V březnu 2021 se Evropská unie připojila k Británii a Kanadě a zavedla sankce proti čínským vládním činitelům v reakci na pronásledování Ujgurů. Společný postup veřejně podpořil britský ministr zahraničí Dominic Raab, který uvedl: "Vysíláme čínské vládě nejjasnější vzkaz, že mezinárodní společenství nebude zavírat oči před tak závažným a systémovým porušováním lidských práv. " Sankce zahrnující zákaz cestování a zmrazení majetku byly uvaleny na vedení Úřadu veřejné bezpečnosti Sin-ťiangského výrobního a stavebního sboru, včetně Ču Chaj-luna a Wang Ťün-čenga. Nový zákon byl silně podpořen IPAC a na oplátku Čína odpověděla sankcemi vůči evropským poslancům, kteří jsou členy aliance.

### Pozměňovací návrh týkající se genocidy v Britském parlamentu
V září 2020 sir Iain Duncan Smith, který je "přesvědčen, že čínská vláda 'provádí systematickou likvidaci ujgurského národa'", uvedl, že IPAC "navrhl dodatek k britskému zákonu o obchodu, který stanoví, že pokud se má za to, že nějaká země provádí genocidu, pak by obchodní dohody s touto zemí neměly platit." Do března 2021 tato iniciativa vyvolala vzpouru v Konzervativní straně, kde se mnoho poslanců připojilo k opozičním poslancům a dodatek podpořilo.

### Tlak na bojkot Olympijských her v Pekingu 2022
20. srpna 2020 poskytl Iain Duncan Smith v Londýně rozhlasový rozhovor a vyjádřil pochybnosti o tom, zda se Spojené království bude moci zúčastnit zimních olympijských her v roce 2022, které má hostit Peking. Podle něj "Čína porušila všechna pravidla volného trhu, dotuje obrovské podniky, jako je Huawei, vyhnala z podnikání další podniky ve svobodném světě... vyhrožuje Austrálii sankcemi a šikanuje ji, protože požádala o nezávislé přezkoumání původu covidu-19 v Číně. Když k tomu přidáte koncentrační tábory v Sin-ťiangu a bezohledné porušování lidských práv v Hongkongu, položíte si otázku, jak dosáhnout toho, aby se žádná země takto nechovala?".
O čtyři týdny později napsalo 160 lidskoprávních skupin dopis šéfovi Mezinárodního olympijského výboru, v němž ho žádaly, aby zvážil špatnou situaci v oblasti lidských práv v Číně a přehodnotil své rozhodnutí umožnit Pekingu pořádat zimní olympijské hry v roce 2022. Dne 22. září 2020, kdy Duncan Smith vystoupil jako spolupředseda Meziparlamentní aliance k Číně, učinil důraznější prohlášení, v němž požádal MOV, aby si znovu rozmyslel, zda Číně pořadatelství her povolí. Prohlásil: "Svobodný svět má skutečně silnou pozici, když říká, že zastrašování, vyhrožování, vnitřní represe, hraniční spory, arogantní přístup k vašim sousedům, porušování smlouvy s Hongkongem  musí nést důsledky."

## Členové IPAC
Aliance uvádí, že jejím cílem je podporovat a chránit demokracii na celém světě, a je popisována jako "jedna z geograficky a politicky nejrozmanitějších koalic vůbec". Zakládajících 18 členů  aliance pochází ze zákonodárných sborů osmi zemí: Austrálie, Kanady, Německa, Japonska, Norska, Švédska, Spojeného království, Spojených států a také z Evropského parlamentu.
Během jednoho týdne od zahájení činnosti se počet členů zvýšil z 18 na více než 100 zákonodárců. S tím, jak se k alianci připojili členové zákonodárných sborů Nového Zélandu, Nizozemska, Litvy, Švýcarska, Ugandy, Belgie, České republiky, Francie, Itálie a Dánska, se celkový počet demokratických zemí v alianci zvýšil z 8 na 19, včetně všech pěti členů bezpečnostní aliance Five Eyes. Každý národ je v Alianci zastoupen dvěma spolupředsedy, vysoce postavenými politiky, kteří vedou činnost Aliance v daném státě.
Práci členů Aliance operativně podporuje tým, který tvoří ústřední sekretariát, v jehož čele stojí Luke de Pulford (Hong Kong Watch), ředitel nadace Arise Foundation a spoluzakladatel Koalice pro reakci na genocidu. Jako poradci Aliance působí řada osobností, například sinologové Anne-Marie Brady a Adrian Zenz, lidskoprávní čínský aktivista žijící v USA Wej Ťing-šeng a Robert Suettinger (US NSC).
Za Českou republiku jsou místopředsedy senátor Pavel Fischer a ministr zahraničních věcí Jan Lipavský, členy poslanci Pavel Žáček (ODS), Helena Langšádlová (TOP 09), Ondřej Benešík (KDU-ČSL), europoslanci Michaela Šojdrová (EPP) a Mikuláš Peksa (Greens).

## Reakce Čínské komunistické strany
Vytvoření aliance odmítla vláda Čínské lidové republiky a její zástupce v Londýně Chen Wen prohlásil: "Je to chybná interpretace čínské zahraniční politiky a špatné pochopení současné světové situace. Čína je silou pozitivních změn."
Aliance se stala terčem kritiky ze strany zdrojů napojených na Komunistickou stranu Číny. Mluvčí čínského ministerstva zahraničí Geng Shuang skupinu kritizoval a na tiskové konferenci prohlásil, že "vyzýváme tuto hrstku politiků, aby respektovali fakta a základní normy mezinárodních vztahů, odhodili svou mentalitu studené války a ideologické předsudky a přestali zneužívat různé problémy k vměšování do vnitřních záležitostí Číny a politické manipulaci pro sobecké zisky. Doufáme, že najdou způsob, jak konstruktivně přispět k mezinárodní solidaritě a spolupráci."
Čínské stanovisko podpořil také americký politický analytik působící v Moskvě Andrew Korybko v článku pákistánských novin Express Tribune, uvedeným velkou fotografií čínského prezidenta Si Ťin-pchinga.